# Hội Trắc địa Bản đồ Viễn thám Việt Nam
Hội Trắc địa Bản đồ Viễn thám Việt Nam là tổ chức xã hội - nghề nghiệp của những người làm việc trong lĩnh vực bản đồ, trắc địa và viễn thám tại Việt Nam .
Hội có tên giao dịch tiếng Anh là Vietnam Association of Georaphy, Cartography and Remotesencing, viết tắt là VN VGCR .
Hội thành lập ngày 20 tháng 12 năm 1989 theo Quyết định số 369TC của Chủ tịch Hội đồng Bộ trưởng, nay là Thủ tướng Chính phủ nước CHXHCN Việt Nam .
Điều lệ Hội được phê duyệt tại Quyết định của Bộ Nội vụ Số 1896/QĐ-BNV ngày 04/12/2013 .
Văn phòng Hội đặt tại Số 2 phố Đặng Thùy Trâm, phường Cổ Nhuế 1, quận Bắc Từ Liêm, thành phố Hà Nội .
Hội Trắc địa Bản đồ Viễn thám Việt Nam là thành viên chính thức của các tổ chức sau 
- Liên hiệp các Hội Khoa học và Kỹ thuật Việt Nam
- Liên đoàn Trắc địa Quốc tế (FIG, Fédération internationale des géomètres).
- Hiệp hội Quốc tế về Quang trắc và Viễn thám (ISPRS, International Society for Photogrammetry and Remote Sensing)
- Hiệp hội Địa chính và Địa tin học Đông Nam Á (ASEAN FLAG, Federation of Land Administration and Geomatic)